# Ajuga yesoensis
Ajuga yesoensis là một loài thực vật có hoa trong họ Hoa môi. Loài này được Maxim. ex Franch. & Sav. mô tả khoa học đầu tiên năm 1878.